# Cala Mondragó

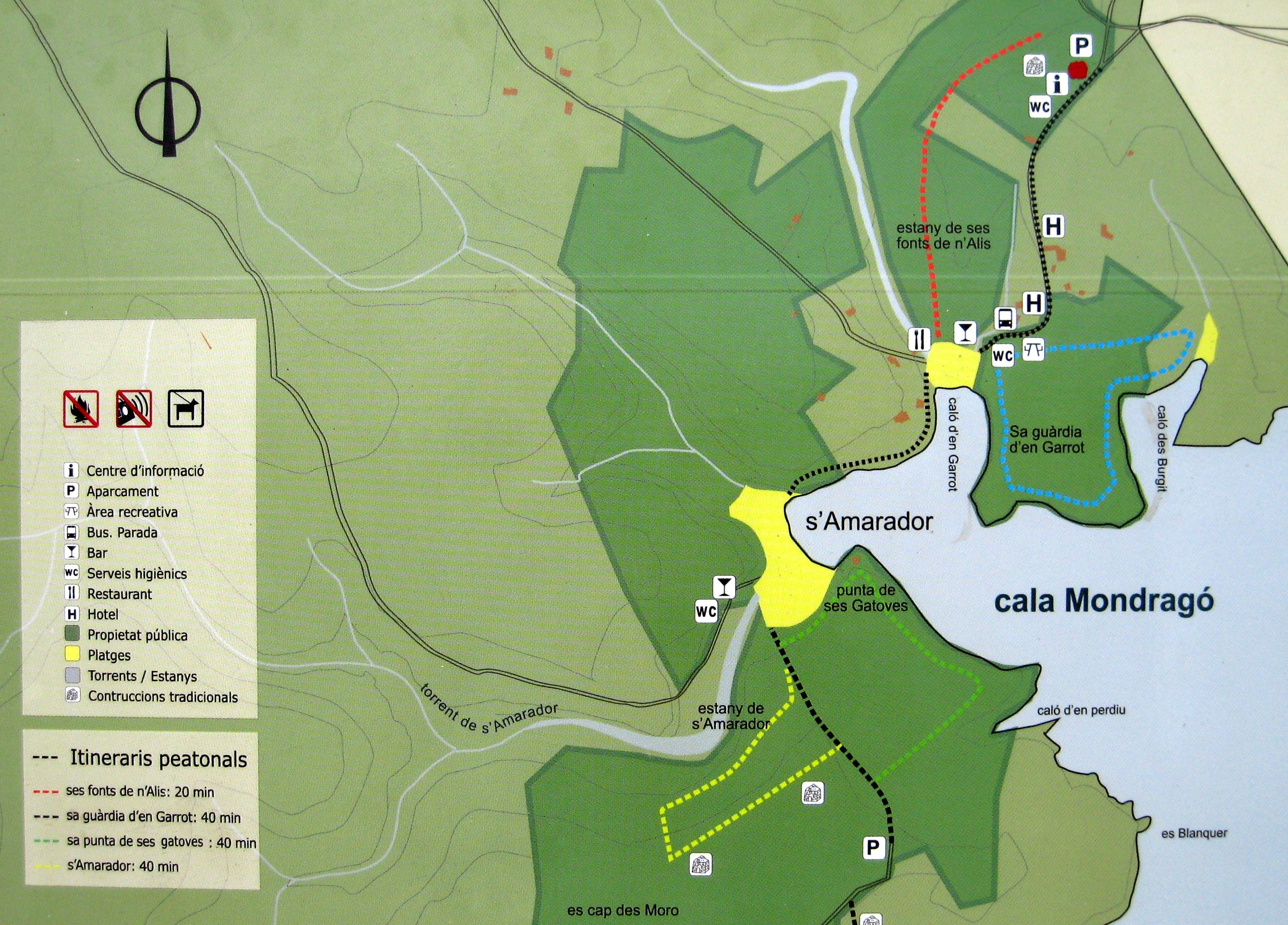
Cala Mondragó, Karte

Die Cala Mondragó ist eine Bucht im Osten der Baleareninsel Mallorca. Sie gehört zum Gebiet der Gemeinde Santanyí. Feine Sandstrände und ausgewiesene Wanderwege machen die Bucht zu einem viel frequentierten Ausflugsziel.

## Lage und Beschreibung
Die Cala Mondragó befindet sich von der Gemeinde Santanyí südöstlich etwa 5 km entfernt und von dem Ort Portopetro westlich etwa 2 km entfernt. Sie gehört zum Parc natural de Mondragó.
Die Bucht hat eine Breite von etwa 200 Metern und eine Länge von etwa 200 Metern. Durch eine Engstelle mit der lichten Weite von etwa 120 Metern entsteht der Eindruck, es handele sich um zwei Buchten.
Die Cala Mondragó hat zwei Strände
- ses Fonts de n’Alís, Sandstrand
- s'Amarador, Sandstrand

Im äußeren, erweiterten Teil der Bucht liegen zwei kleinere Einschnitte
- Caló des Borgit, Sandstrand
- Caló den Perdiu

Durch das Gebiet führen vier ausgewiesene kurze Wanderwege.